# D'amour et de glace

D'amour et de glace (40 Below and Falling) est un téléfilm canadien réalisé par Dylan Pearce, diffusé en 2015.

## Fiche technique
- Réalisation : Dylan Pearce
- Scénario : Aaron James Cash
- Photographie : Wes Miron
- Durée : 120 min
- Date de diffusion :
  -  France : 4 janvier 2016 sur M6

## Distribution
- Jewel Staite : Kate Carter
- Shawn Roberts : Redford
- Cindy Busby : Cindi
- Mark Meer : Brad
- Shaun Johnston : Edward
- Belinda Cornish : Brittany
- Howie Miller : Allan